# ماتيوس غاليانو جنش
ماتيوس غاليانو جنش هو لاعب كرة قدم إسرائيلي في مركز الوسط، ولد في 16 ديسمبر 1991 في نتانيا في إسرائيل. لعب مع مكابي نتانيا ونادي هبوعيل الخضيرة.